# Temporada 2002 de World Series by Nissan
La Temporada 2002 del Telefónica World Series by Nissan es la quinta edición de este campeonato, y la primera con un nuevo formato de fin de semana, en el que en la mayoría de las rondas, se disputan 3 categorías diferentes dentro de las World Series: la Fórmula Nissan V6, la Fórmula Nissan 2000 y el Campeonato de España de Fórmula Junior 1600, además de ser acompañadas por la Copa Clio española durante esta temporada.

## Calendario
| Circuito                       | Fecha            | Categorías      |
| ------------------------------ | ---------------- | --------------- |
| Circuito Ricardo Tormo         | 11 de mayo       | Todas           |
| Circuito Ricardo Tormo         | 12 de mayo       | Todas           |
| Circuito del Jarama            | 8 de junio       | Todas           |
| Circuito del Jarama            | 9 de junio       | Todas           |
| Circuito de Albacete           | 22 de junio      | Todas           |
| Circuito de Albacete           | 23 de junio      | Todas           |
| Autódromo de Monza             | 6 de julio       | Todas           |
| Autódromo de Monza             | 7 de julio       | Todas           |
| Circuito de Nevers Magny-Cours | 30 de agosto     | FN V6 y FN 2000 |
| Circuito de Nevers Magny-Cours | 31 de agosto     | FN V6 y FN 2000 |
| Circuit de Catalunya           | 28 de septiembre | Todas           |
| Circuit de Catalunya           | 29 de septiembre | Todas           |
| Circuito Ricardo Tormo         | 19 de octubre    | Todas           |
| Circuito Ricardo Tormo         | 20 de octubre    | Todas           |
| Autódromo de Curitiba          | 30 de noviembre  | FN V6           |
| Autódromo de Curitiba          | 1 de diciembre   | FN V6           |
| Autódromo de Interlagos        | 7 de diciembre   | FN V6           |
| Autódromo de Interlagos        | 8 de diciembre   | FN V6           |

## Campeonatos

### Fórmula Nissan V6
| Pos. | Piloto          | Escudería                | Puntos |
| ---- | --------------- | ------------------------ | ------ |
| 1    | Ricardo Zonta   | Gabord Competición       | 270    |
| 2    | Franck Montagny | Racing Engineering       | 204    |
| 3    | Bas Leinders    | KTR                      | 184    |
| 4    | Justin Wilson   | Racing Engineering       | 171    |
| 5    | Antonio García  | Adrián Campos Motorsport | 82     |

### Fórmula Nissan 2000
| Pos. | Piloto               | Escudería                             | Puntos |
| ---- | -------------------- | ------------------------------------- | ------ |
| 1    | Santiago Porteiro    | Repsol - Meycom                       | 168    |
| 2    | Matteo Bobbi         | Vergani Racing                        | 167    |
| 3    | Borja García         | Escuela Lois Circuit Venturini Racing | 131    |
| 4    | Jose M. Pérez-Aicart | Escuela Lois Circuit                  | 122    |
| 5    | Andrea Belicchi      | BCN Competición                       | 105    |

### Campeonato de España de Fórmula Junior 1600
| Pos. | Piloto           | Escudería            | Puntos |
| ---- | ---------------- | -------------------- | ------ |
| 1    | Adrian Vallés    | Escuela Lois Circuit | 198    |
| 2    | Álvaro Barba     | Escuela Lois Circuit | 134    |
| 3    | Roldán Rodríguez | Porfesa Competición  | 124    |
| 4    | Víctor Jaouen    | TCR Motorsport       | 92     |
| 5    | Marc Carol       | RACC Motorsport      | 83     |